# Abramy
Abramy is een plaats in het Poolse district  Miński, woiwodschap Mazovië. De plaats maakt deel uit van de gemeente Kałuszyn en telt 60 inwoners.